# Négrologie : pourquoi l'Afrique meurt
 (janvier 2020).
- Si vous ne connaissez pas le sujet, laissez ce bandeau (vous pouvez alors contacter les auteurs).
- Si vous supprimez le contenu mis en cause (vous pouvez préalablement contacter les auteurs),

argumentez précisément cette suppression dans la page de discussion
(un manque de référence n'est pas un argument ; une recherche réelle de référence doit avoir été effectuée, être formellement documentée).
Négrologie : pourquoi l'Afrique meurt est un livre controversé, à destination du grand public, écrit en français par le journaliste américain Stephen Smith et paru en 2003 chez Calmann-Lévy. Il a obtenu un grand succès public[réf. nécessaire].
Stephen Smith, qui a longtemps été correspondant du journal Le Monde en Afrique[pertinence contestée], s'attache d'abord à dresser un bilan des maux dont souffre l'Afrique subsaharienne. Ce tableau est pessimiste : « La moitié du continent africain est dévastée par des guerres d'écorcheurs, l'autre vivote entre crise et corruption, tribalisme et anarchie.»
Il cherche à expliquer cet état de fait en « réhabilitant » l'Afrique comme actrice de sa propre histoire[réf. nécessaire]. Selon lui, en effet, la responsabilité historique des pays occidentaux dans le dénuement de l'Afrique serait exagérée et les caractéristiques sociologiques[Lesquelles ?] africaines seraient les premières responsables du sous-développement[réf. nécessaire]. Il pense que « l'Afrique meurt d'un suicide assisté » et qu'elle serait accompagnée dans sa chute par une forme d'« autisme identitaire » qui l'empêcherait de s'attaquer à ses maux[réf. nécessaire]. Il analyse aussi les relations de l'Afrique avec la mondialisation et la forme particulière de nationalisme que l'on trouve sur ce continent: il prend pour exemple l'instrumentalisation de l'île de Gorée, dont la maison des Esclaves est utilisée comme "mythe utile" et intouchable mais n'a, de fait, jamais été impliquée dans le commerce triangulaire[source insuffisante].
Après avoir assez peu ménagé les peuples et cultures africains, Smith explique pourtant dans la conclusion de son ouvrage que « [son] propos le plus dur ne s'adresse pas aux Africains, qui se débattent dans l'adversité, mais à leurs amis occidentaux, qui perçoivent le continent noir comme un parc naturel et leurs habitants — immuables depuis la nuit des temps comme hantés de vieux démons[réf. nécessaire]. [...] Ils entretiennent [ainsi] un rêve fou qui tue.»

## Réception de l'ouvrage
Négrologie : pourquoi l'Afrique meurt est fortement critiqué dans le monde académique. Mamoudou Gazibo estime que l’ouvrage « [ramène] au goût du jour les théories de la barbarie, de la cruauté et de la paresse supposées des Africains » et est « un condensé parfait de la dérive de l’interprétation des enjeux politiques africains [...] ». Jean Copans estime que l’ouvrage pèche entre autres par le fait d’assimiler l’Afrique à « une société globale ». De même des historiens comme Jean-Pierre Chrétien et Pierre Boilley ont rejeté le caractère pathologisant de l’ouvrage, son culturalisme, son assimilation de l’Afrique au primitif voire à l’infériorité, ou sa réduction des Africains à quelques traits psychologiques supposés, ainsi que son refus des complexités de l’histoire, voire son « climat de café du commerce ». L’anthropologue Jean-Pierre Olivier de Sardan a lui aussi souligné le caractère « culturaliste » de cet essai, et sa tendance à expliquer les problèmes du continent avant tout par des « mentalités » supposées. L'écrivain sénégalais Boubacar Boris Diop et les présidents successifs de l'association Survie, Odile Tobner et François-Xavier Verschave ont aussi publié un ouvrage qui se présente comme une réponse aux « désinformations  » de Négrologie,Vincent Bonnecase, «Boubacar Boris Diop, Odile Tobner, François-Xavier Verschave, Négrophobie, Les Arènes, Paris, 2005» dans « Mouvements a lu », Mouvements, 2006/5-6 (no 47-48), p. 240-250. DOI : 10.3917/mouv.047.0240. URL : https://www.cairn.info/revue-mouvements-2006-5-page-240.htm  .Néanmoins le livre a reçu le Prix de l'Essai France-Télévision en 2004 et pour Yves Gounin, Stephen Smith, qui « décrit une réalité sombre sans s'en délecter », choisit de mettre les Africains face à leur responsabilité. Pascal Bruckner, dans Le Monde, et Alfred Grosser dans La Croix, ont publié des comptes rendus très favorables[réf. nécessaire]. D'une manière générale, la presse a bien accueilli Négrologie, néanmoins Le Monde diplomatique fut d'un avis contraire.
Stephen Smith s'est expliqué devant Pierre Péan, qui a reproduit son texte dans Noires fureurs, blancs menteurs[source insuffisante]. Selon MM. Smith et Péan, les attaques venues de Survie à propos de son livre s'expliquent, notamment, par les reportages de Stephen Smith sur les massacres du Front patriotique rwandais[réf. nécessaire].

## Récompense
- Prix Essai France Télévisions 2004 (jury constitué de téléspectateurs)